# Viktor Turžanskij
Viktor Turžanskij, jméno při narození Vjačeslav Konstantinovič Turžanskij (rusky Вячесла́в Константи́нович Туржа́нский) (4. března 1891 Kyjev – 13. srpna 1976 Mnichov), byl herec, scenárista a filmový režisér, který emigroval po ruské revoluci v roce 1917. Působil ve Francii, Německu, Itálii a Spojených státech.

## Život
Turžanskij se narodil v umělecké rodině v Kyjevě a v roce 1911 se přestěhoval do Moskvy, kde strávil rok studiem u Konstantina Stanislavského. Začal se věnovat němému filmu a o dva roky později, v předvečer první světové války, natočil své první inscenace jako scenárista a režisér. Když vypukla Říjnová revoluce, odešel a zůstal v Jaltě, kterou bolševici ještě nedobyli.
Když byly na Krymu uplatněny zákony o znárodnění filmového průmyslu, odjel v únoru 1920 s filmovou společností Jermolijev a jejími herci přes Konstantinopol do Francie. Doprovázela ho jeho manželka, herečka Natálie Kovanková. Po příjezdu do Paříže si změnil rodné jméno Vjačeslav na Viktor, které bylo pro Francouze snadněji vyslovitelné. Byl asistentem Abela Ganceho při natáčení jeho filmu Napoleon (1927). Později pracoval pro Universum Film AG v Německu.

## Filmografie

### v Rusku
- 1912 Трагедия перепроизводства (herec)
- 1912 Страшная месть (herec)
- 1913 Горе Сарры (herec)
- 1913 Обрыв (herec)
- 1913 Братья (herec)
- 1913 За дверями гостиной (herec)
- 1914 Симфония любви и смерти (režisér)
- 1915 Сын страны, где царство мрака (režisér, herec)
- 1915 Сказка моря (režisér)
- 1915 Поймет, кто любит (režisér, herec)
- 1915 По трупам к счастью (režisér, herec)
- 1915 Любовь под маской (herec)
- 1915 Как Кубышкин стал киноактером (režisér)
- 1915 Bratři Karamazovi (rusky Братья Карамазовы (autor scenáře, režisér)
- 1915 Великий Магараз (režisér, herec)
- 1915 Женщина-вампир (režisér, herec)
- 1916 Любовь, широкую, как море, вместить не могут жизни берега (režisér)
- 1917 Иветта (režisér)
- 1917 Праздник ночи (režisér)
- 1917 Остров забвенья (režisér, herec)
- 1918 Сурогаты любви (autor scenáře, režisér, herec)
- 1918 Скерцо дьявола (režisér)
- 1918 Рай без Адама (režisér)
- 1918 Обманутая Ева (režisér)
- 1918 Бал Господен (autor scenáře, režisér)
- 1919 Оброненная мечта (režisér)
- 1919 Грехи и искупление (režisér, herec)

### ve Francii
- 1921 : L'Ordonnance
- 1921 : Les Contes de mille et une nuits
- 1922 : Le Quinzième Prélude de Chopin
- 1922 : Nuit de carnaval
- 1922 : La Riposte
- 1923 : Le Chant de l'amour triomphant
- 1923 : Calvaire d'amour
- 1924 : Ce cochon de Morin
- 1924 : La Femme masquée
- 1925 : Le Prince charmant

### Mezinárodní produkce
- 1926 : Michel Strogoff
- 1928 : The Adventurer
- 1928 : Volga ! Volga !
- 1928 : Tempête (Tempest)
- 1929 : Manolesco, prince des sleepings (Manolescu, der König der Hochstapler)
- 1931 : L'Aiglon
- 1931 : Der Herzog von Reichstadt
- 1931 : Le Chanteur inconnu
- 1932 : Hôtel des étudiants
- 1933 : L'Ordonnance
- 1934 : La Bataille
- 1934 : Volga en flammes[6][pozn. 1]
- 1934 : The Battle
- 1935 : Les Yeux noirs
- 1935 : Vedette hongroise (Die ganze Welt dreht sich um Liebe)
- 1936 : Puits en flammes
- 1936 : La Peur ou Vertige d'un soir

### v Německu (1938–1945)
- 1938: Verklungene Melodie
- 1938: Geheimzeichen LB 17
- 1938: Der Blaufuchs
- 1939: Eine Frau wie Du
- 1939: Der Gouverneur
- 1940: Die keusche Geliebte
- 1940: Feinde – také scénář
- 1941: Illusion – také scénář
- 1943: Tonelli – také scénář
- 1943: Liebesgeschichten
- 1944: Orient-Express – také scénář
- 1944/49: Dreimal Komödie – také scénář

### po 2. světové válce
- 1945: Il sole di Montecassino – jen scénář
- 1948: Si te hubieses casado conmigo – také scénář
- 1949: Der blaue Strohhut – také scénář
- 1950: Der Mann, der zweimal leben wollte
- 1950: Vom Teufel gejagt – také scénář
- 1951: Mutter sein dagegen sehr!
- 1953: Salto Mortale
- 1953: Ehe für eine Nacht
- 1953: Arlette erobert Paris
- 1954: Morgengrauen
- 1955: Die Toteninsel – také scénář
- 1955: Königswalzer
- 1956: Beichtgeheimnis
- 1958: La venere di Cheronea
- 1958: Petersburger Nächte – jen scénář
- 1958: Herz ohne Gnade
- 1959: Wolgaschiffer (I battellieri del Volga) – také scénář
- 1959: Herodes – Blut über Jerusalem (Erode il grande) – také scénář, producent
- 1960: Aufstand der Tscherkessen (I cosacchi) – také scénář
- 1960: Die Frau der Pharaonen (La donna dei faraoni)
- 1961: Freddy und der Millionär – jen scénář
- 1961: Oberst Strogoff (Le Triomphe de Michel Strogoff)
- 1962: Cleopatra, die nackte Königin (Una regina per Cesare)